# ハンス・ドレヴァンツ
ハンス・ドレヴァンツ（Hans Drewanz, 1929年12月2日 - 2021年6月22日）は、ドイツの指揮者。

## 人物・来歴
1929年、ドレスデンの生まれ。ベルリンで育ち、フランクフルト音楽院に進学。そこでゲオルク・ショルティに個人的に師事し、ショルティのアシスタントを務めた。1959年からヴッパータール市立歌劇場の指揮者を務め、1963年にダルムシュタット州立劇場の音楽監督に着任した。1995年にダルムシュタットの職を退任して、北ネーデルランド管弦楽団の首席指揮者を務め、1997年まで在任した。以後はフリーの立場で世界各地の歌劇場やオーケストラに客演している。日本においては、NHK交響楽団を指揮したこともあり、1976年の初登壇以来、6度の客演で、計55回の演奏会にてタクトを振った。オーストリアにて、ザルツブルク・モーツァルテウム大学の客員教授を務めた。
2021年、死去。91歳没。

## 評価
NHK交響楽団のオーボエ奏者を務めた茂木大輔はドレヴァンツについて「地味だが味わい深く全てを知っているマエストロ」と評している。